# 陰からマモル!
『陰からマモル！』（かげからマモル）は、阿智太郎による日本のライトノベル。イラストはまだらさいが担当している。MF文庫J（メディアファクトリー）より2003年7月から2008年3月まで刊行された。その後、続編である『もっと！ 陰からマモル！』が2009年7月から刊行されている。
メディアミックスとして、原作小説の挿絵担当・キャラクター原案のまだらさいの作画によるコミカライズがメディアファクトリー刊の漫画雑誌で2005年11月号より連載、2006年4月号での連載中断を経て新雑誌『月刊コミックアライブ』2006年8月号（創刊号）へ移籍し、2022年2月号まで連載。2010年3月号から2014年12月号及び2015年5月号から2021年10月号まで長期の休載を挟んだ。さらにテレビアニメ化され2006年に放映された。

## あらすじ
昔々のその昔、戦国の世のとある国。治める殿様は自国一の名人が作る蒟蒻がとてもとても大好きだった。そしてあるとき「この偉大なる蒟蒻を作る家系が途絶えてはいけない! わが血統が滅びても、この芸術的な蒟蒻を作る血統だけは護らねばっ!」と考えた。
かくして殿様は自らに仕える忍者の一族「陰守（かげもり）家」に蒟蒻作りの名人の一族を未来永劫、末代まで護り続けるように言い渡した。そして400年の時が過ぎた現代。忠義者揃いの陰守一族は、主家である殿様の家系が滅びてもなお、現在まで蒟蒻作り名人の一族である「紺若（こんにゃく）家」を護り続けていた。
陰守マモルは、一見地味な高校生。しかし、その正体は隣家である紺若家の一人娘・紺若ゆうなを密かに守る陰守家の嫡男である。現代ではマモルもゆうなもごく普通の高校生。普通の生活を営む彼らに忍者や忍法の出番などあろうはずもないと思いきや、実は超天然であるゆうなは幼いころから様々なトラブルに見舞われる不幸体質、ナチュラルボーン・トラブルメーカーだった。かくてマモルは幼いころから日々ゆうなを必死に陰から護り続ける危険と隣り合わせの日常を送る事となる。
しかし元からゆうな自身が背負い込むトラブルに加えて、ゆうなの友達やマモルの親戚、転校生が来るなど、マモルの周辺は加速度的に騒がしくなる一方。
本作品はそんなマモルとゆうなの日常生活を中心に描いていく。

## 登場人物

### 陰守家
陰守マモル（かげもり マモル）
声 - 私市淳 / 少年時代 - 半場友恵
本作の主人公。普段はボサボサの髪に牛乳瓶底のメガネをかけているぼんやりした少年だが、その正体は紺若ゆうなを守る凄腕の忍者。
素顔はかなりの二枚目。勉強は苦手。忍者としての行動は隠密かつ極秘なので、他人から忍者のことを聞かれるとシラを切る。使命一筋の純情少年故に女性の裸や肌の露出が多い服を見ると鼻血を出すなど、苦手にしている。他にもクマとパンダが苦手で、対峙すると幼いころに襲われたトラウマによって思考が停止する。特にパンダを前にすると恐怖のあまりに理性が飛んで野生化する。
ほとんどの女性キャラから好意を寄せられているが、持ち前の鈍感さや日々のトラブル処理に追われまくっているが故の余裕の無さのために気づいていない。また明らかな好意を向けられている山芽とホタルについても、自分の忍者としての能力を求められているとしか考えていない。忍者として「基本として他者を信用するな」と子守唄のように教えられているためであり、このために現在のマモルは護衛対象であるゆうな以外に対しては常に猜疑心がある。基本的に他者が協力を求める際、他者の協力が必要な時には手を貸したり貸してもらったりすることもあるのだが、それでも疑心暗鬼的に接する事を常としているようである。
原作では「陰守流忍術」という独自の忍術を扱う家系（詳細は後述）であり、父や祖父は陰守の直系だが、母は伊賀服部家の直系。両祖母はそれぞれ根来流および甲賀流の使い手で、とくに甲賀側の祖母である「トメ子」はホタルによると「甲賀にその人あり」といわれた凄腕のくノ一であった。自分では自覚していないが、掟で禁止されているとは言え、ゆうなに恋をしている節がある（惚れ薬の回など）。
陰守堅護（かげもり けんご）
声 - ヰズミ
マモルの父親。陰守家の直系。ゆうなの父親・紺若芋太郎と同じ会社（社名はこんにゃくパパ）に勤務。ゆうなの父を幼いころから護り続けている凄腕の忍者でもある。調子に乗っているときに限って、とんでもない事を思いついて実行する悪癖を持つ。これが災いしてマモルのパンダ恐怖症を引き起こした。そのためマモル自身は「調子に乗った父親」を「この世で二番目に恐ろしい存在」と認識している。
陰守桜子（かげもり さくらこ）
声 - 伊藤美紀
マモルの母親。ゆうなの母親と同じ職場に勤務。ゆうなの母親・紺若春（声 - 吉田安愉子）を彼女が紺若家に嫁に来た時より護り続けている。旧姓は服部。
元々は伊賀服部総本家の直系であり伊賀流頭目の娘。意に反した婚姻を里を上げて強行されたことに反発し、抵抗のために住んでいた隠れ里を半壊の憂き目に合わせたという経歴の持ち主。その事実は伊賀の里では「桜の乱」として恐れられている。その際に偶然伊賀に訪れていた堅護と出会い恋をして駆け落ち同然に里を捨てて（つまり伊賀服部を抜けているのだが「桜の乱」で見せ付けた実力や、伊賀の里内での人望も厚いこともあり、誰も何も言えない）陰守家に嫁いでいる。それから年月を経た現在でも「伊賀の桜子」といえば、その名だけで恐怖とともに崇められる凄腕くノ一である。また、一旦キレると見境が無くなる。そのため「激怒した母親」はマモルにとって「世界で一番恐ろしい存在」である。
伊賀出身者にありがちな甲賀流との確執的感情を持たず、ホタルの事をとても気に入っている。息子にまったく色気の話がないことを心配しており、機会があるたびにマモルを椿や山芽、ホタルの誰かとくっつけようと画策し策謀を巡らせている。しかし、ゆうなに関しては護衛の対象であり、マモルとゆうなが結ばれる事は「守る者と守られる者の繋がりを断ち切る行為」である為、掟で禁止されている為、ゆうなとくっつける事は考えておらず、ゆうなはくっつける対象から外している（『もっと!』1巻参照）。
ぶる丸（ぶるまる）
声 - 山口登
陰守家の忍犬。犬種はブルテリア。仔犬の頃から陰守家の先代忍犬シバ丸（犬種は柴犬）に育てられ鍛えられたため、忍術を使うことができる。少し頭が弱く（その割には考えすぎてやらかすミスも多い）命令を正確にこなす事は出来ないが、教えられた事（特に忍術や生活上の技術）はきちんとこなせる。一例として原作ではコンビニコピー機を使いこなす場面もあった。好物は稲荷寿司。
なお、アニメ版ではシバ丸は存在せず、陰守家の先代の忍犬もブルテリアの先代・ぶる丸である。

### ヒロインたち
紺若ゆうな（こんにゃく ゆうな）
声 - 中原麻衣
陰守家が守っている紺若一族直系の末裔。通称はゆーな。のんき、ほがらか、おひとよし、という楽天的天然少女で、マモルとは幼馴染の関係で、彼に恋をしている。
そもそも紺若家は行く先々でトラブルに巻き込まれてしまう体質で（原作12巻で陰守家が過保護に守ってきたのが原因と判明する）、彼女はその特徴がもっとも顕著に現れてしまっている。
能天気に見えるが、成績は学年トップクラス。バナナが大好物。アイドルオーディションで自作の歌「バナーナバナナ」を披露する。
おひとよしであるがために自分の力量や事態を省みずに他者の力になりたがり、そのためにさらに余計なトラブルを身に背負うこともある。そして、そのたびにマモルの気苦労は倍加していくが（マモル自身の活躍や陰守家の掟の事もあり）本人はその事に全く気付いておらず、それどころか気がつけば疲労・怪我・失敗だらけ（本当は「ゆうなの失敗」の身代わりになっているだけ）のマモルを本気で心配している。
沢菓愛里（さわがし あいり）
声 - 新谷良子
自称「ゆうなのスーパー大親友（言う度に様々に変化する）」のお騒がせ系少女。成金のお嬢様で、マモルを目の敵にして「アホル」呼ばわりしている。しかし、陰ではマモルに淡い想いを抱いている。
原作10巻でマモルの正体を知り告白までこぎつけるが、結局マモルの術により記憶を封印されて「無かったこと」にされた。
真双津椿（まっぷたつ つばき）
声 - 小島幸子
切れ味抜群の名刀「斬瀬羅満狗剣（ざんせらみつくけん）」が武器の女剣士。唯一斬れないものはナタ・デ・ココ。伝統ある剣士（始末屋）の家系に生まれ育ち、融通が利かず頑固な性格である。しかし、そのために世情には疎くとんちんかんな失敗をしてしまう事も。タヌキに化かされたことがあり、タヌキの大王に気に入られて嫁にされそうになった事もある。マモルに好意を抱いている。
服部山芽（はっとり やまめ）
声 - 清水愛
伊賀出身であり服部家分家筋の忍者少女。桜子の亡き親友の娘。マモルたちとは一歳年下。
かつて桜子と山芽の母親は「それぞれに息子と娘が生まれたら結婚させよう」と冗談交じりに約束しあっていたため、マモルの許嫁でもある。
服部分家の血筋のためマモルとは遠い（とはいえ、非常に他人に近い）親戚にもあたる。幼いころ、密かに一時帰郷した桜子に連れられた小学生時代のマモルと出会っている。その際、クマに襲われ危機に陥ったところを他ならぬマモルに助けられた。それ以来、彼を心の底から慕っているが、この出来事がきっかけでマモルはクマとパンダを苦手としている。
無邪気な性格で、忍兎「耳之介（みみのすけ）」を飼っている。なお、耳之介はメス。
雲隠ホタル（くもがくれ ホタル）
声 - 古川絵里奈
甲賀出身・清楚可憐の美少女忍者。9人姉弟の最年長。家伝の秘術である煙幕術「雲隠れの術」を得意とし、これに乗じて攻撃・遁走を行う。また、一般技能では料理が得意でよく和菓子を作る。また、普段は清楚で可憐だが、こと伊賀忍者が相手となると容赦なく陰険非道となり手段すら選ばない事も多い。いわゆる悪い意味での「いい性格」でもある。
任務でマモルを甲賀の里へ連れて行こうとするが失敗。また、その任務のために無茶な手段を強行する上司に反発してマモルを助けようとしたため、抜け忍呼ばわりされて里に帰れなくなった。
結果として桜子に勧められマモルの花嫁候補として小鐘井に住み着くことに。大運動会（用語にて後述）での因縁とマモルをめぐって、山芽とはライバル同士。当初は本当に伊賀と甲賀の間柄からの単なる対抗意識によるいがみ合いだったのだが、小鐘井で生活するようになり山芽と喧嘩をしまくる毎日の果てに本当の意味で「気持ちが通じ合えるライバル」と化す。そのため山芽が何らかの形で困ることになった時には助け、また時には共に同じ目的のために共闘する事すらある（主に双方ともマモルがらみの打算が働いた状態ではあるが）。
里からの援助を得られない状態のため、もの凄い貧乏で常にアルバイトに明け暮れる毎日。また里には事業に失敗して赤貧にあえいでいるらしい父親と数多い兄弟たちが残っており、稼いだお金のほとんどは彼らに仕送りしている（きちんと生活費に充てられているかどうかは謎である）。
長らくパートナーの忍者動物が存在していなかったが、原作11巻で忍ニホンカワウソの「川佐衛門（かわざえもん）」が登場している。
なお、ヒロインの中ではアニメ版と原作版で最も設定が異なるキャラクターでもあり、アニメ版では抜け忍の設定は完全にオミットされ、家名の汚名を雪ぐために次兄（原作ではホタルが姉弟最年長のため存在しない。アニメ版でのホタルは3人兄妹の末娘である）と共にマモルに挑戦して敗れ、里に居辛くなった事にされている。また、UFOが大好きらしく「あ、UFO！」などと言われてあさっての方向に指を指されると、その方向へ気をとられてしまう。アニメ版では前回の大運動会で山芽にこれをやられてしまったため、甲賀が負けたとされている。
陰守まりも（かげもり まりも）
『もっと!陰からマモル!』から登場したマモルの妹を名乗る新入生の少女。その実は陰守の分家（マモルのひいひいじいさん護吉の双子の兄、護兵衛の子孫）裏陰守の娘で本家のマモルから紺若家を守る使命を奪うためにやってきた。普段はチグハグな結び目の髪にグルグル眼鏡のマモルそのものな容姿だが、実の姿は抜群のスタイルの美少女クノイチである。忍術の腕はマモルと互角以上で一度はマモルを破って、ゆうなを護衛する任務を勝ち取っている。その後、ゆうなのために実力以上の力を発揮することができるマモルのことを認め大人しく実家に帰ろうとするがマモル直々に協力を頼まれてそのままマモルの妹として陰守本家に居座る。
マモルの勘違いによる告白からマモルを異性として意識し始め、ついにはマモルの気持ちを受け入れる決心までしたのだが当のマモル本人から勘違いであったことを明かされ憤慨するオチに終わるが、ゆうなと入れ替わったホタルに対して焼きもちを抱くなどその後もマモルのことは意識している。
実家には健太という中学生の弟がいる。まりものつくった亀虫玉（異性に嫌われる薬）の実験台にされたおかげで、クラスの女子から嫌われるなど姉からはひどい目にあわされている。

### 伊賀流
塩谷木 鮎花（しおやぎ あゆか）
山芽の伊賀時代の親友。のんびりおっとりなくノ一。伊賀の里の高校では美術部に所属し、変装マスク作りの名人である。伊賀娘3人組の中では一番グラマーでもある。
佃根イナゴ（つくだね イナゴ）
山芽の伊賀時代の親友。「俺」を一人称としている、威勢のいいボーイッシュくノ一。スレンダー体形だが、胸が少し小さい（山芽ほどではないにせよ）のが悩みの種。伊賀の里の高校では演劇部に所属。里においては忍法・声色変化の同世代一の使い手。家は里で唯一の写真屋である。
服部半蔵（はっとり はんぞう）
「服部半蔵」の名跡を受け継ぐ伊賀忍者の頭目。「服部半蔵」はあくまでも名跡のため、本名は別にあるはずだが、本編には出てこない。桜子の父、マモルにとっては母方の実の祖父である。
掟に厳格な伊賀の束ね役だが、掟にがんじがらめになっている石頭でもある。そのためマモルの事を実の孫にもかかわらず、孫とは認めていない。時折、掟に従って利己的な騒動を巻き起こし、マモルたちがそれに巻き込まれてしまう。
陽守タスケ（ひのもり タスケ）
声 - 宮田幸季
アニメオリジナルキャラクター。伊賀の陰守出身だが密かに内部謀反を企てていた陽守防人（ひのもり さきんど）の子息。宗家のマモルの陰（代役）として育てられるが、紺若家を守る掟に牙を向かんと「いつまでも続くと思うな400年」と狼煙を上げる。マモルのことならなんでも知り、変装もなんなくこなし、途中までゆうなを完全に欺いていたほど。他者の行動・技量を完全にコピーする「木霊の術」の使い手。初戦ではマモルの技をコピーする事でマモルを倒すが、最後には「絶対にコピーできない技」である陰守家秘術「心」より繰り出される技「心から岩石落とし」により敗れる。
アニメにおける陰守家および陰守流の扱いにおいては後述の通りであるため、原作小説には設定が矛盾するので登場していない。

### 甲賀流
多良尾木兵衛（たらお もくべえ）
甲賀忍者の頭目。掟に頑強な石頭。ホタルの始末のために猿飛音吉を放つ。
猿飛音吉（さるとび おときち）
甲賀において、抜け忍を抹殺するための忍者「追い忍」を生業とする忍。その行動の特殊性から、甲賀では「人間の心を持たぬ闇の中の闇の忍」として恐れられる。木兵衛の指令でホタルを狙った。その末に山芽を一蹴しホタルを拉致。ホタルを助けに来たマモルをとことんまで苦しめた。
相手の戦いをそのままコピーしてしまう「猿真似の術」を使用する。この術は相手の動作から後の先をとって術をコピーする事も可能であるため、対戦相手が強大であればあるほど、鏡に映すようにその真価と恐ろしさを発揮してしまう術でもある。
その正体は忍猿。猿であるが故に任務の意味を深く考えず、そして忠実であり、人の心を持たない。ただ最後は音吉との決戦前にゆーなからマモルに渡され、決戦中にマモルが苦し紛れに放った変わったバナナで撃退された。
雲隠タマムシ（くもがくれ タマムシ）
ホタルの祖母。歳を感じさせない元気な謀略家で、今でも悪知恵は天下一品。若い頃はその外道ぶりで甲賀伊賀の双方に名を轟かせて恐れられた。変装術を得意とし、世代の差を感じさせることなくホタルに完璧に化け、マモルにホレ薬を盛ろうとした。

## 用語

### 忍術流派
陰守流
戦国時代、こんにゃく好きの殿様により紺若一族を守るように命じられた陰守家初代・陰守伴蔵（かげもり はんぞう）を始祖とする忍術流派。その系譜は唯一、紺若一族を守る陰守家に連なる者のみに伝えられる。
その特徴は日本全国に存在している様々な忍術を組み合わせたハイブリッド性にあり、すべての忍術流派から「型なしの陰守」として伝説化され恐れられている。そのため陰守家の人間は様々な流派の忍術の使い手であり、マモル自身も母方の伊賀流忍術だけでなく甲賀流忍術も使いこなし、両流派の本家でさえ失われた様々な秘術・奥伝・秘儀奥義も会得している。ただしマモルの場合、自身では自分の使う忍術が陰守流独自のものなのか、他流から入ってきたものなのかの区別がついていない。
陰守流による他流忍術の取り入れは主に婚姻によるものが大きく「紺若家を守る」との使命のためだけに様々な流派の優秀な使い手を嫁取り婿取りによって縁戚と化してきた。原作内でマモルが語る上では、少なくとも伊賀、甲賀はもちろんのこと、根来流、戸隠流、風魔流などの流れも組まれている。陰守家に生まれると言う事は、それはそのまま「忍者としては最良の資質を持つサラブレッド」として生まれてきていると言う事を意味している。
アニメ版では陰守流および陰守家はあくまでも伊賀流の流れを汲む支族として扱われているため、上記の限りではなく、原作で一番の特徴とされる他流からのハイブリッド性は無いに等しい。その場にあるものを利用した即興忍術を主に使用している。
伊賀流
鍛えられた体力と用途に応じた武具選択を特徴とした流派。当作の中では真っ向からの正統派（甲賀からは工夫の無い一つ覚えの）忍術として語られる。また、掟に関しては相当頑固で、掟と現実の間に相互矛盾が生じたとしても掟を最優先させてしまう融通の利かなさもまた特徴となっている。
甲賀流
体力もさながら、数多くの幻術・薬術、多機能かつ強力な万能具の使用を特徴とした流派。当作の中では手段を選ばぬ本格派（伊賀側からは邪道・外道と呼ばれる）忍術として語られる。一応、それなりの掟はあるが伊賀流ほど煩くもないようで、建前よりも実を取るのが実情。そのためホタルの抜け忍騒動も追い忍を撃退した事やマモルとの婚姻話が出ている事を理由として里側が許す事で解決している。

### その他
伊賀甲賀大運動会
伊賀の里と甲賀の里が年に一度、合同で行っている大運動会。そもそも戦国時代より対立していた二つの流派を共倒れにさせないガス抜きのため、時の幕府が制定した技比べの大会が元となっている。
忍びの里の技比べが目的の運動会であるため、その競技内容は暴力的かつ危険なものであり、常識人のマモルには精神的に耐えられないほど非常識。しかも両方の里がメンツをかけて総当りを行うため、危険度は天上知らずである。
部外者（特に伊賀甲賀以外の他流派忍者）は立入禁止であり、もしも潜入がバレた場合、紛れ込んだ者は両里の人間から袋叩きの憂き目に合わされる、というのが掟となっている。

## 既刊一覧

### 小説

#### 陰からマモル！
- 阿智太郎（著）・まだらさい（イラスト）、メディアファクトリー〈MF文庫J〉、全12巻 
  - 『陰からマモル！』、2003年7月25日発売[4]、ISBN 4-8401-0838-2
  - 『陰からマモル！2 椿の初でいとへの道』、2003年12月25日発売[5]、ISBN 4-8401-1012-3
  - 『陰からマモル！3 忍の里から来た少女』、2004年7月24日発売[6]、ISBN 4-8401-1124-3
  - 『陰からマモル！4 来襲!甲賀最強の忍』、2004年12月25日発売[7]、ISBN 4-8401-1198-7
  - 『陰からマモル！5 小鐘井黄金伝説』、2005年3月25日発売[8]、ISBN 4-8401-1198-7
  - 『陰からマモル！6 ゆーなとユーナ王女様』、2005年11月25日発売[9]、ISBN 4-8401-1450-1
  - 『陰からマモル！7 ホタルの居候日記!』、2006年3月24日発売[10]、ISBN 4-8401-1515-X
  - 『陰からマモル！8 ウエディング時代劇娘』、2006年8月25日発売[11]、ISBN 4-8401-1592-3
  - 『陰からマモル！9 伊賀娘たちが来た!』、2007年2月23日発売[12]、ISBN 978-4-8401-1776-0
  - 『陰からマモル！10 プリンセスアイリーン』、2007年7月25日発売[13]、ISBN 978-4-8401-1890-3
  - 『陰からマモル！11 うらしまゆーな』、2007年11月22日発売[14]、ISBN 978-4-8401-2087-6
  - 『陰からマモル！12 最後にマモル!』、2008年3月25日発売[15]、ISBN 978-4-8401-2194-1

#### もっと！ 陰からマモル！
- 阿智太郎（著）・まだらさい（イラスト）、メディアファクトリー〈MF文庫J〉、既刊2巻 
  - 『もっと！ 陰からマモル！』、2009年7月24日発売[16]、ISBN 978-4-8401-2837-7
  - 『もっと！ 陰からマモル！2 ラブストーリーは突然に』、2010年4月23日発売[17]、ISBN 978-4-8401-3243-5

### 漫画
- 阿智太郎（原作）・まだらさい（漫画） 『陰からマモル！』 メディアファクトリー〈MFコミックス アライブシリーズ〉、全8巻（1巻は2006年にMFコミックス フラッパーシリーズで刊行された分の新装版）
  1. 2007年2月23日発売[18]、ISBN 978-4-8401-1677-0 ※新装版
  2. 2007年2月23日発売[19]、ISBN 978-4-8401-1678-7
  3. 2007年7月23日発売[20]、ISBN 978-4-8401-1931-3
  4. 2008年2月23日発売[21]、ISBN 978-4-8401-1999-3
  5. 2009年2月23日発売[22]、ISBN 978-4-8401-2528-4
  6. 2009年11月21日発売[23]、ISBN 978-4-8401-2946-6
  7. 2015年2月23日発売[24]、ISBN 978-4-04-067260-1
  8. 2022年11月22日発売[25]、ISBN 978-4-04-681129-5

## アニメ
テレビアニメ版は2006年1月7日から3月25日までテレビ東京とテレビ大阪で放送された。

### スタッフ
- 原作 - 阿智太郎[2]
- 監督 - ふじもとよしたか[2]
- シリーズ構成 - 金月龍之介[2]
- キャラクター原案 - まだらさい[2]
- キャラクターデザイン - 渡辺奈月[2]
- 音響監督 - 三好慶一郎[2]
- 美術監督 - 前田実[2]
- 色彩設計 - 中野倫明[2]
- 撮影監督 - 小室正一[2]
- 編集 - 田熊純[2]
- 音楽 - 渡辺剛[2]
- プロデューサー - 増島由美子、細川修、川人憲治郎
- アニメーション制作 - グループ・タック[2]
- 製作 - 陰マモ!製作委員会[2]

### 主題歌
オープニングテーマ「ミリオン・ラブ」
作詞・作曲・編曲 - Funta / 歌 - ゆうな（中原麻衣）
エンディングテーマ「rainy beat」
作詞・作曲・編曲 - Funta / 歌 - 愛里、椿、山芽、ホタル（新谷良子、小島幸子、清水愛、古川絵里奈）

### 各話リスト
| 話数 | サブタイトル           | 脚本       | 絵コンテ | 演出             | 作画監督   |
| ---- | ---------------------- | ---------- | -------- | ---------------- | ---------- |
| 1    | まもり続けて四百年     | 金月龍之介 | 敷島博英 | 敷島博英         | 清丸悟     |
| 2    | この世で斬れぬ物はなし | 金月龍之介 | 石平信司 | 渡辺純央         | 竹内昭     |
| 3    | 忍の里から来た少女     | 竹内利光   | 加藤洋人 | タムラコータロー | 服部一郎   |
| 4    | なんてたってアイドル   | 柿原優子   | 渡辺純央 | 渡辺純央         | 草刈大介   |
| 5    | 乙女心と侍魂           | 広田光毅   | 康村諒   | 山﨑茂           | 相坂ナオキ |
| 6    | 転校生はドキドキ美少女 | 金月龍之介 | 石平信司 | 渡辺純央         | 竹内昭     |
| 7    | 少年忍者マモル         | 柿原優子   | 敷島博英 | 敷島博英         | 清丸悟     |
| 8    | 沢菓家防犯大作戦！     | 広田光毅   | 渡辺純央 | 渡辺純央         | 草刈大介   |
| 9    | 小鐘井UFO注意報！      | 竹内利光   | 藤沢俊幸 | タムラコータロー | 亀谷響子   |
| 10   | ゆうなの黄金伝説       | 柿原優子   | 石平信司 | 山﨑茂           | 相坂ナオキ |
| 11   | ばいばい、ゆうな       | 金月龍之介 | 石平信司 | 渡辺純央         | 竹内昭     |
| 12   | 陰からマモル！         | 金月龍之介 | 石平信司 | 渡辺純央         | 渡辺奈月   |

### 放送局
| 放送地域   | 放送局     | 放送期間               | 放送日時           | 放送系列       | 備考             |
| ---------- | ---------- | ---------------------- | ------------------ | -------------- | ---------------- |
| 関東広域圏 | テレビ東京 | 2006年1月7日 - 3月25日 | 土曜 26:50 - 27:20 | テレビ東京系列 |                  |
| 大阪府     | テレビ大阪 | 2006年1月7日 - 3月25日 | 土曜 27:10 - 27:40 | テレビ東京系列 |                  |
| 日本全域   | AT-X       | 2006年 -               |                    | CS放送         | リピート放送あり |

### アニメDVD全巻購入者特典CD
全4巻が発売されたDVDの全巻購入特典として応募者全員にCD「陰からマモル! バナナスペシャル」（SBCV-80024）が発送された。応募券は初回限定版のみに封入され、応募は締め切られている。
内容は、事前に告知されていた第4話でゆうなが劇中歌として歌った『バナーナバナナ』のリレコーディングバージョンに加え、ミニドラマ『伊賀甲賀大運動会へようこそ（バナナもあるョ!）』が収録されている。